# Jon Kuvlung
Jon Ingesson Kuvlung (?-1188) was een Bagli troonpretendent en tegenkoning (1185-1188) in Noorwegen. Hij beweerde een zoon van koning Inge I van Noorwegen te zijn. De bijnaam Kuvlung is afgeleid van de oude Noorse naam voor monnikspij, Kuvl.
Hij was een van de tegenkoningen tijdens de periode van burgeroorlogen in de Noorse geschiedenis die duurden van 1130 tot 1217. Tijdens deze periode waren er talloze elkaar overlappende conflicten op variërende schaal en intensiteit. De achtergrond van deze conflicten was de onduidelijke Noorse wet die de troonopvolging regelde, de sociale omstandigheden in die tijd en de strijd tussen kerk en  koning. Er waren twee hoofdstromingen die (eerst nog naamloos of onder andere namen bekendstonden) als de Bagli-partij (de groepering die voornamelijk het bisdom Oslo, de adel rond het Oslofjord vertegenwoordigde) en de  Birkebeiner-partij (de groepering die voornamelijk de boerenstand en landmannen vertegenwoordigde) bekend zouden worden. Hun voorman was meestal een troonpretendent van de partij in kwestie om zo op deze wijze te proberen de macht in Noorwegen te verkrijgen. Jon Kuvlung hoorde tot de Bagli-partij. De Birkebeiners zouden uiteindelijk in 1217 de machtsstrijd winnen toen hun kandidaat Haakon IV alleenheerser zou worden in Noorwegen.
In 1184 had Sverre Sigurdsson koning Magnus V van Noorwegen en de Heklungs (een groepering binnen de Bagli-partij) verslagen in de slag bij Fimreite en heerste nu alleen in Noorwegen.
Jon Ingesson was een jonge monnik die in Hovedøya bij Oslo woonde toen hij in de herfst van 1185, louter op grond van zijn bewering een zoon van Inge I te zijn, tot boegbeeld van de 
Kuvlungs werd gekozen (de groepering die nu de belangrijkste fractie binnen de Bagli-partij was). De kerk zou hem niet openlijk steunen, maar alleen stilzwijgend, door niet te protesteren tegen zijn uitreden uit het klooster. Dit lieten ze na omdat Sverre wel openlijk was bekritiseerd voor het verlaten van zijn priesterambt op de Faeröer-eilanden. Jon Kuvlung zou alleen in de regio van de Viken (het gebied rondom het Oslofjord) en in het westen rondom Bergen als (tegen)koning heersen, de voormalige Heklungs bolwerken.
In de herfst van 1186 zouden de Kuvlungs een aanval op Nidaros in Trøndelag plaatsen. De aanval kwam volledig onverwacht voor Sverre en deze zocht zijn toevlucht tot het pas gebouwde stenen kasteel Sion. De Kuvlungs waren niet in staat het kasteel te veroveren en werden gedwongen terug te keren. In 1188 zou Sverre met een grote vloot zuidwaarts afreizen. Hij en Jon Kuvlung zouden elkaar eerst bij Tønsberg treffen, maar geen van beide partijen durfde een gevecht aan te gaan. De Kuvlungs ontvluchtten naar Bergen. Sverre zou vlak voor kerstmis een aanval op Bergen plaatsen en hierbij zou Jon Kuvlung worden gedood. Dit zou meteen het einde van de macht van de Kuvlung groepering betekenen.
Sigurd Magnusson zou de volgende Bagli tegenkoning van Sverre worden.